# Sahure
Sahure, též Sefrés (řecky), byl egyptským faraonem 5. dynastie. Na trůn nastoupil po králi Veserkafovi, vládl přibližně v letech 2428–2416 př. n. l.

## Vláda

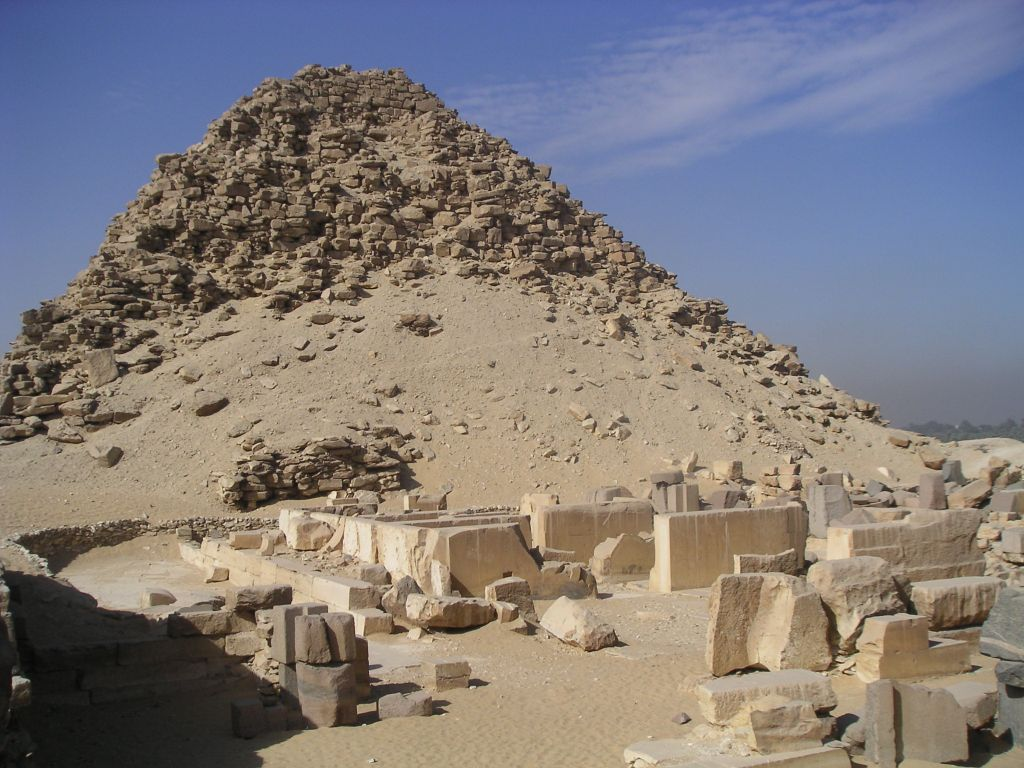
Pozůstatky Sahureova pyramidového komplexu

Sahure se během své vlády výrazně zapsal do dějin starého Egypta, podobně jako jeho předchůdce velmi podporoval kult boha Re. Dovršil reformy, které zahájil jeho předchůdce Veserkaf. Za účelem získání otroků vyslal válečnou výpravu do Núbie, kde údajně, podle jednoho jeho nápisu, navíc ukořistil 822 941 kusů dobytka. Zorganizoval také výpravy na Sinaj a do Núbie, kde měly za úkol získat zlato, měď, tyrkys (tyrkys se těžil ve Wádí Magháře na Sinaji) a diorit (diorit se nacházel západně od Abú Simbelu), jednu výpravu vyslal dokonce až na území dnešního Libanonu (do Byblu), kde měla za úkol získat cedrové dřevo a krásné asijské ženy, aby si doplnil svůj harém. Obchodoval i s Puntem. Po jeho smrti jej vystřídal na trůnu Neferirkare, který zdědil velice mocnou říši.

## Pyramida

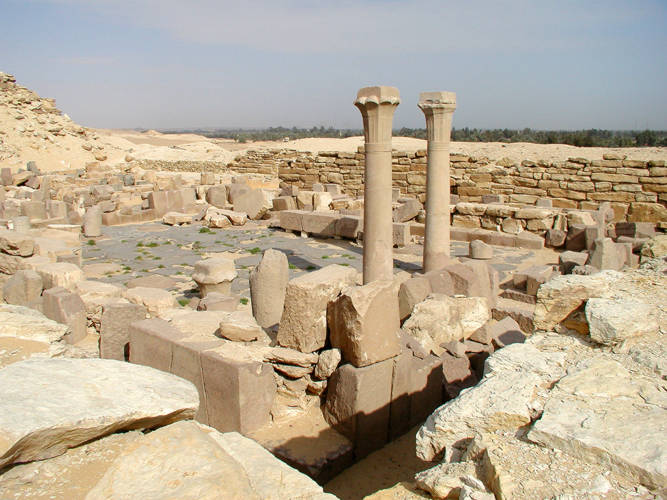
Zádušní chrám se sloupy

Pyramidu si Sahure nechal postavit poblíž dnešního Abúsíru v blízkosti Veserkafova slunečního chrámu a založil tím abusírské královské pohřebiště. V porovnání s pyramidami králů Chufua a Chafreho nepůsobila tolik velkolepě. Její základna měřila 78,1×78,1 metru a dosahovala výšky 49,6 metrů. Pohřební komora, která se nachází na úrovni základny přesně pod špicí samotné pyramidy, je neobvykle rozměrná, její rozměry jsou 15,3×15,×3,6 metru, její strop byl tvořen mohutnými vápencovými bloky, jež byly proti sobě vzpříčené a vážily okolo 50 tun. Neodolaly však tíze částí pyramidy, které byly nad nimi, a zbortily se, pohřební komora je tedy nepřístupná. V blízkosti pyramidy se nacházejí trosky zádušního chrámu. Tento chrám měřil na délku přes 100 metrů, na šířku okolo 50 metrů. Vzestupnou cestou byl spojen s údolním chrámem, jenž byl tvořen dvěma budovami, které však nebyly stejně vysoké, a kolonádami, u nichž začínaly rampy, které vedly až k břehům Nilu.

## Chrámový komplex

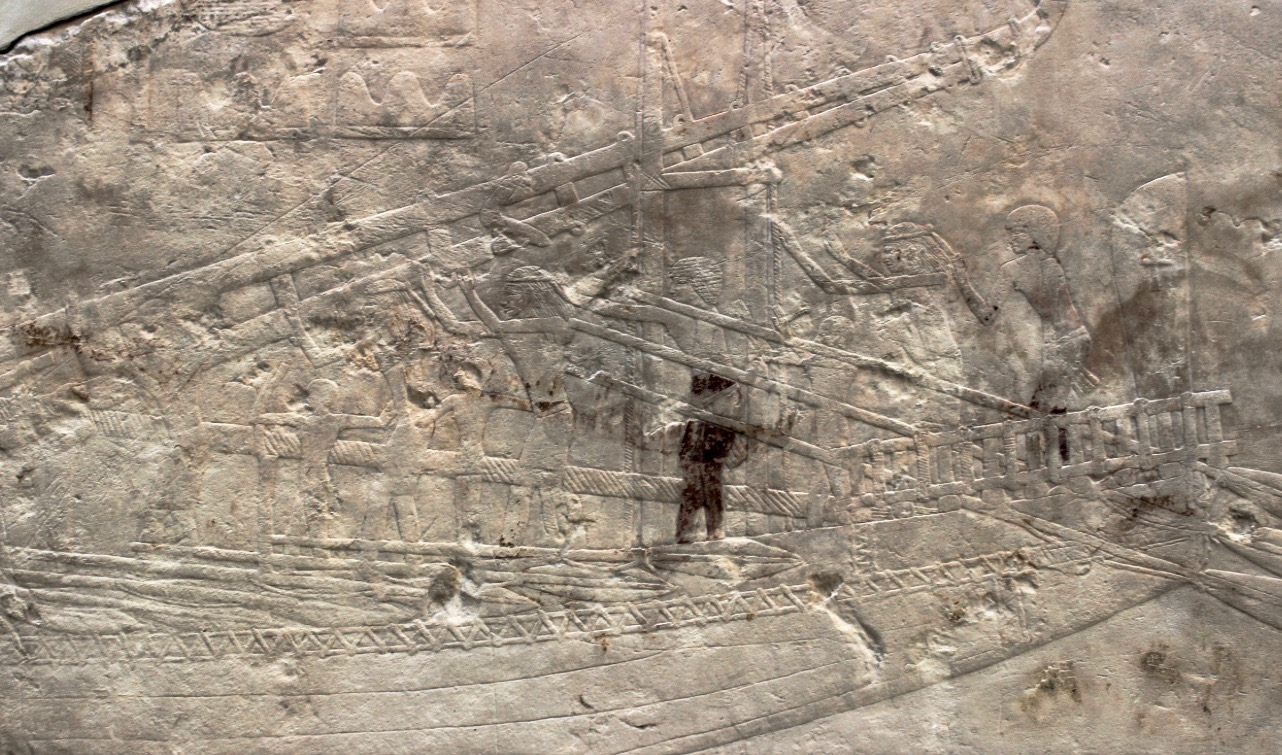
Reliéf námořní lodě v zádušním chrámu faraona Sahure; viz též s.70

Zádušní chrám faraona Sahurea se rozprostíral nad vzestupnou cestou směřující od nilského přístavu k jeho pyramidě. K upřesnění polohy chrámového komplexu došlo až po roce 1994, z podnětu tehdy generálního inspektora egyptských památek Zahiho Hawasse, na místech, kde na začátku 20. století ukončil výzkumy německý archeolog Ludwig Borchardt. Na vzestupnou cestu v délce asi 200 m navazují bohatě zdobené bloky z červené žuly zádušního chrámu. Jsou zde scény o návratu lodí ze země Punt (historicky zřejmě u východních hranic Súdánu), včetně zobrazení námořní lodě s veslující posádkou. Do zádušního chrámu se vstupovalo dlouhou síní, za ní se pokračovalo do otevřeného dvora s řadou sloupů ve tvaru palmových stvolů. Původní výzdoba se zachovala jen ve zlomcích. Dá se předpokládat, že pokračování vykopávek odhalí další památky z období 5. egyptské dynastie (2435–2306 př. n. l.).